# 五輸穴
五輸穴是十二正經分佈在肘、膝關節以下的井、滎、輸、經、合五類腧穴的統稱。
經氣在人體四肢運行就像水流一樣從小到大，結合標本根結理論，將“井、滎、輸、經、合”這五個特定穴按順序從四肢末端向肘膝方向排列，意味著經氣在四肢運行的節點。井穴分佈在指、趾末端，似水之源頭，為經氣所出；滎穴分佈於掌指或跖趾關節之前，經氣似涓涓小溪；輸穴分佈於掌指或跖趾關節之後，似水流由小變大，經氣漸盛；經穴多位於前臂或胫部，似大江大河，經氣盛行；合穴多位於肘膝關節附近，似江河入海，經氣充盛入合於臟腑。《靈樞·九針十二原》：“所出為井，所溜為滎，所注為輸，所行為經，所入為合。”
五輸穴配以五行，陽經以金水木火土為序，陰經則以木火土金水為序。故有“五行輸”之稱。